# Baradili
Baradili é uma comuna italiana da região da Sardenha, província de Oristano, com cerca de 95 habitantes. Estende-se por uma área de 5 km², tendo uma densidade populacional de 19 hab/km². Faz fronteira com Baressa, Genuri (CA), Gonnosnò, Sini, Turri (CA), Ussaramanna (CA).